# Dinotrema minicamena
Dinotrema minicamena är en stekelart som beskrevs av Vladimir Ivanovich Tobias 2007. Dinotrema minicamena ingår i släktet Dinotrema och familjen bracksteklar. Inga underarter finns listade i Catalogue of Life.